# Holthuisana
Holthuisana is een geslacht van kreeftachtigen uit de klasse van de Malacostraca (hogere kreeftachtigen).

## Soorten
- Holthuisana alba Holthuis, 1980
- Holthuisana beauforti (Roux, 1911)
- Holthuisana biroi (Nobili, 1905)
- Holthuisana boesemani Bott, 1974
- Holthuisana briggsi (Rathbun, 1926)
- Holthuisana festiva (Roux, 1911)
- Holthuisana lipkei Wowor & Ng, 2009
- Holthuisana loriae (Nobili, 1899)
- Holthuisana subconvexa (Roux, 1927)
- Holthuisana tikus Wowor & Ng, 2009
- Holthuisana vanheurni (Roux, 1927)
- Holthuisana wollastoni (Calman, 1914)